# Аквафреда (Катанцаро)
Аквафреда (итал. Acquafredda) је насеље у Италији у округу Катанцаро, региону Калабрија.
Према процени из 2011. у насељу је живело 437 становника. Насеље се налази на надморској висини од 861 м.